# 1920-as magyar úszóbajnokság
Az 1920-as magyar úszóbajnokság legtöbb versenyszámát júliusban rendezték meg Újpesten, 100 méteres pályán. A női 100 méteres gyorsúszásban a győztes Zólyomi Magda nem úszta meg az előírt szintet, így nem avattak bajnokot.

## Eredmények

### Férfiak
| Versenyszám                                | Arany                                                               | Arany   | Ezüst                                                 | Ezüst   | Bronz                                                | Bronz   |
| ------------------------------------------ | ------------------------------------------------------------------- | ------- | ----------------------------------------------------- | ------- | ---------------------------------------------------- | ------- |
| 100 m gyorsúszás                           | Kenyery Alajos Műegyetemi AFC                                       | 1:10,6  | Szőke Béla Ferencvárosi TC                            | 1:14,8  | Schlenker Antal Nemzeti SC                           | 1:15,0  |
| 200 m gyorsúszás Döntő: június 20.         | Eperjessy Béla Magyar AC                                            | 2:31,2  | Horváth Gyula III. kerületi TVE                       |         | Pogány Pál Magyar AC                                 |         |
| 400 m gyorsúszás Döntő: július 4.          | Eperjessy Béla Magyar AC                                            | 5:37,0  | Turnovszky Endre Magyar AC                            |         | Horváth Gyula III. kerületi TVE                      |         |
| 800 m gyorsúszás                           | Turnovszky Endre Magyar AC                                          | 12:35,2 | Horváth Gyula III. kerületi TVE                       | 12:53,4 | Keserű Ferenc III. kerületi TVE                      |         |
| 1500 m gyorsúszás Döntő: június 12.        | Eperjessy Béla Magyar AC                                            | 24:25,0 | Pogány Pál Magyar AC                                  | 24:39,2 | Horváth Gyula III. kerületi TVE                      | 24:51,0 |
| 100 m hátúszás                             | Balikó Kálmán Nemzeti SC                                            | 1:25,0  | Ember Béla Műegyetemi AFC                             | 1:27,4  | Kövecses György Magyar AC                            | 1:28,0  |
| 200 m mellúszás                            | Wenk János Ferencvárosi TC                                          | 3:14,0  | Reiter Sándor Műegyetemi AFC                          | 3:19,0  | Glatter Gyula Ferencvárosi TC                        |         |
| folyambajnokság Döntő: augusztus 4.        | Horváth Gyula III. kerületi TVE                                     | 33:05   | Turnovszky Endre Magyar AC                            | 33:10   | Keserű Ferenc III. kerületi TVE                      | 33:35   |
| Folyambajnokság csapat Döntő: augusztus 4. | III. kerületi TVE Horváth Gyula Keserű Ferenc Histek József         | 9 pont  | Magyar AC Turnovszky Endre Halász Jenő Krecsmer Gyula | 27 pont | Nemzeti SC Kárpáti Nándor Pogány Lipót Kálmán István | 27 pont |
| 4 × 200 m gyorsváltó                       | III. kerületi TVE Skaloud Keserű Ferenc Histek József Horváth Gyula | 1:33,0  | Nemzeti SC                                            |         |                                                      |         |
| 3 × 100 m vegyes váltó                     | Műegyetemi AFC Reiter Sándor Ember Béla Kenyery Alajos              | 4:03,0  | Magyar AC Walter Kövecses György Turnovszky Endre     | 4:08,2  | Nemzeti SC Barta Balikó Kálmán Schlenker Antal       |         |

### Nők
| Versenyszám      | Arany                                                             | Arany                                                             | Ezüst                                                             | Ezüst                                                             | Bronz                                                             | Bronz                                                             |
| ---------------- | ----------------------------------------------------------------- | ----------------------------------------------------------------- | ----------------------------------------------------------------- | ----------------------------------------------------------------- | ----------------------------------------------------------------- | ----------------------------------------------------------------- |
| 100 m gyorsúszás | A győztes a szintidőt nem teljesítette, így nem avattak bajnokot! | A győztes a szintidőt nem teljesítette, így nem avattak bajnokot! | A győztes a szintidőt nem teljesítette, így nem avattak bajnokot! | A győztes a szintidőt nem teljesítette, így nem avattak bajnokot! | A győztes a szintidőt nem teljesítette, így nem avattak bajnokot! | A győztes a szintidőt nem teljesítette, így nem avattak bajnokot! |